# Берёзово (Павловский район)
Берёзово — село в Павловском районе Воронежской области Российской Федерации.
Село относится к Песковскому сельскому поселению, административным центром которого является село Пески. Там же размещёны административные органы, которым подчинёно село Берёзово.

## Физико-географическая характеристика
Село расположено в центральной части поселения.
Село, как и вся Воронежская область, живёт по Московскому времени.

## История
Основано в середине XVIII века как хутор. После постройки в 1752 году Троицкой церкви хутор получил статус села.

## Транспорт и дороги
Транспорт есть, ходит рейсовый автобус три раза в день. По селу просёлочные дороги с ямами.

## Архитектура и достопримечательности
В селе 4 улицы: Богучарская, Дзержинского, Ленина и Партизанская. Раньше была церковь при селе. Сейчас её нету. Есть хороший клуб. Почта была закрыта в марте 2019. Магазин есть, ассортимент хороший. Есть детская площадка, волейбол.